# Вилоу Крик (Монтана)
Вилоу Крик (енгл. Willow Creek) насељено је место без административног статуса у америчкој савезној држави Монтана.

## Демографија
По попису из 2010. године број становника је 210, што је 1 (0,5%) становника више него 2000. године.
| Група             | 2000.       | 2010.       |
| Белци             | 190 (90,9%) | 199 (94,8%) |
| Афроамериканци    | 0 (0,0%)    | 1 (0,5%)    |
| Азијати           | 2 (1,0%)    | 4 (1,9%)    |
| Хиспаноамериканци | 11 (5,3%)   | 1 (0,5%)    |
| Укупно            | 209         | 210         |